# Medelhög omloppsbana

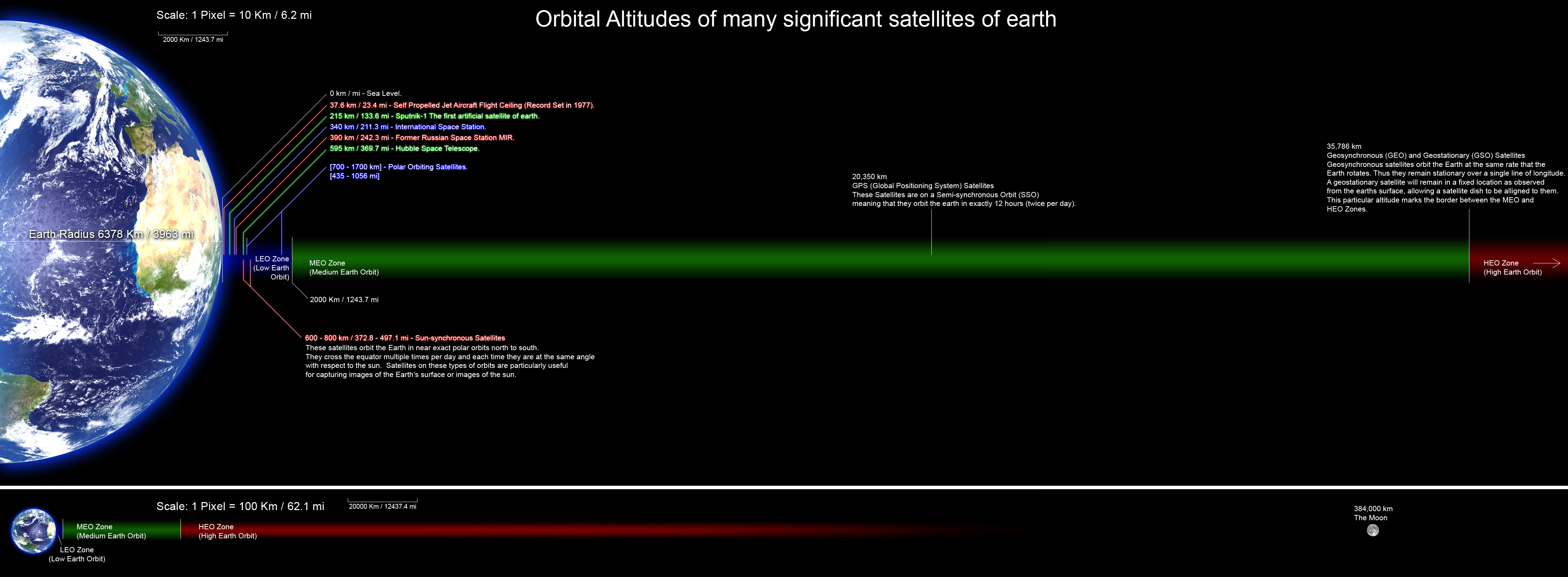
Skaladiagram över låga, medelhöga och höga jordbanor

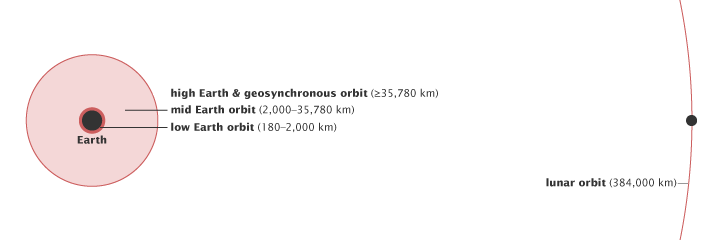
Space of Medium Earth orbits (MEO) som rosa område, med jorden och avståndet för månens omloppsbana som referens och skala.

Medelhög omloppsbana (MEO) runt jorden är en omloppsbana över en låg omloppsbana (LEO) och under en hög omloppsbana (HEO) - med en minimihöjd på 2 000 km och en maximihöjd på 35 786 km.
Gränsen mellan MEO och LEO är en godtycklig höjd vald enligt vedertagen konvention, medan gränsen mellan MEO och HEO är den speciella höjden för en geosynkron bana, där en satellit tar 24 timmar att cirkulera runt jorden, samma period som jordens egen rotation. Alla satelliter i MEO har en omloppstid på mindre än 24 timmar, med minimiperioden (för en cirkulär bana på lägsta MEO-höjd) cirka 2 timmar.
Satelliter i MEO-banor störs av solstrålningstrycket, som är den dominerande icke-gravitationella störande kraften. Andra störande krafter är Jordens albedo, navigationsantenndragkraft och termiska effekter relaterade till värmeåterstrålning.
MEO-regionen inkluderar de två zonerna av energiladdade partiklar ovanför ekvatorn som kallas Van Allens strålningsbälten som kan skada satelliternas elektroniska system om speciell avskärmning saknas.
En medelhög omloppsbana kallas ibland för medelomloppsbana eller intermediate circular orbit (ICO).

## Användning

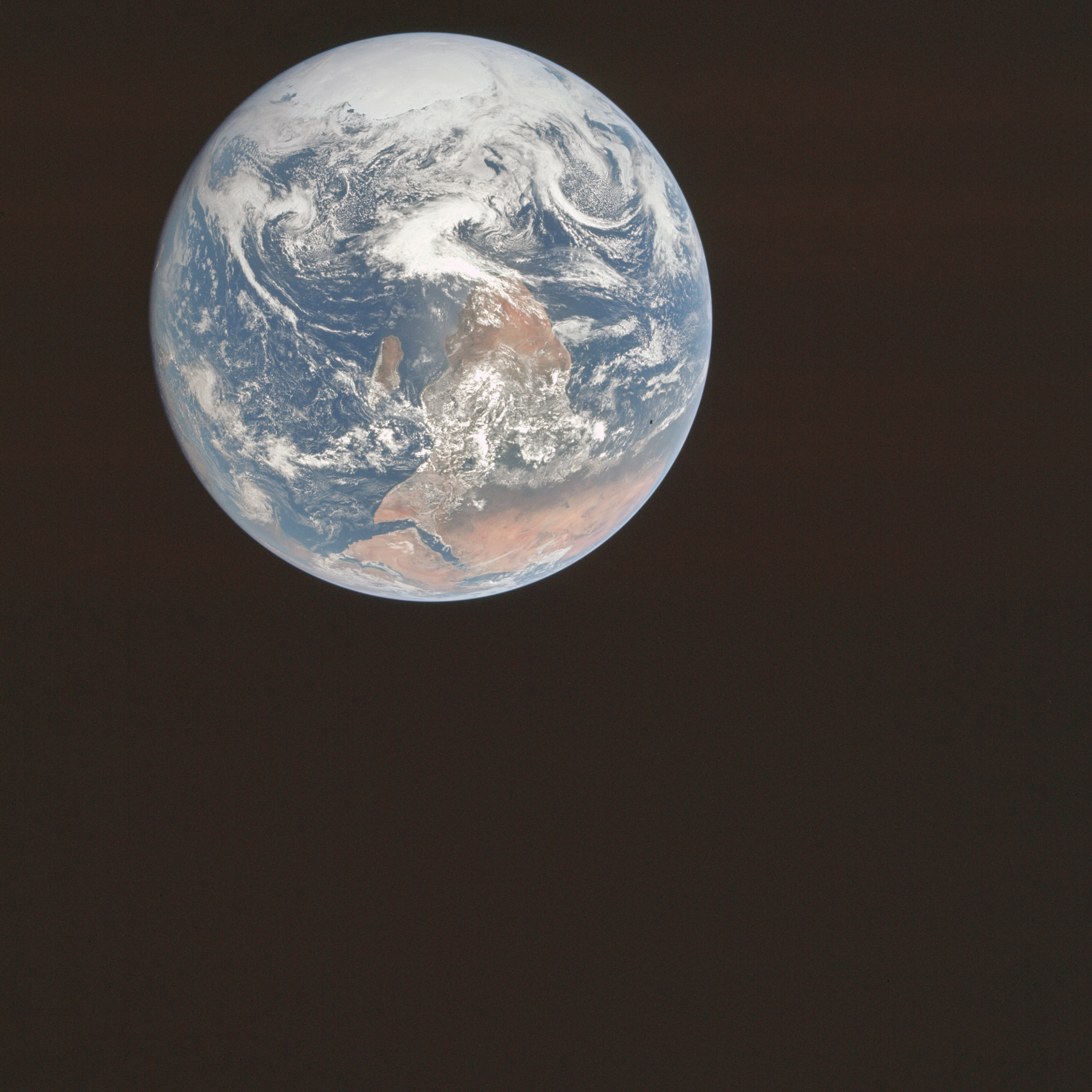
Ett foto av jorden från ett avstånd av 29 400 kilometer, ett avstånd från högre medelstora jordbanor (obskuren och oroterad The Blue Marble-bilden, från Apollo 17 under månöverföring).

Två medelhöga jordbanor är särskilt betydelsefulla. En satellit i den halvsynkrona omloppsbanan på en höjd av cirka 20 200 kilometer har en omloppstid på 12 timmar och passerar över samma två punkter på ekvatorn varje dygn. Denna tillförlitligt förutsägbara omloppsbana används av konstellationen Global Positioning System (GPS). Andra satellitnavigeringssystem använder liknande medelhöga jordbanor, som GLONASS (med en höjd av 19100 kilometer), Galileo (med en höjd av 23 222 kilometer) och Beidou (med en höjd av 21 528 km).
Molnijabanan har en hög lutning på 63,4° och hög excentricitet på 0,722 med en period på 12 timmar, så en satellit spenderar större delen av sin omloppsbana ovanför det valda området på höga latituder. Denna omloppsbana användes av de (nu nedlagda) nordamerikanska Sirius Satellite Radio- och XM Satellite Radio-satelliterna och de ryska militära kommunikationssatelliterna Molniya, som den är uppkallad efter.
Kommunikationssatelliter i MEO är O3b och O3b mPOWER-konstellationerna för låglatens bredband och databackhaul till sjöfart, flyg och avlägsna platser (med en höjd av 8 063 kilometer).
Kommunikationssatelliter för att täcka Nord- och Sydpolen läggs också i MEO.
Telstar 1, en experimentell kommunikationssatellit som lanserades 1962, kretsade i MEO.
I maj 2022 använde den kazakstanska mobilnätsoperatören, Kcell, och satellitägaren och operatören, SES SES:s O3b MEO-satellitkonstellation för att visa att MEO-satelliter kunde användas för att tillhandahålla höghastighetsmobilt internet till avlägsna regioner i Kazakstan för tillförlitliga videosamtal, konferenser och streaming, och webbsurfning baserad på fem gånger lägre latens (fördröjning) än den befintliga plattformens satelliter i geostationär omloppsbana.
I september 2023 tillkännagav satellitoperatören SES den första satellitinternettjänsten som använder satellitkonstellationer i både MEO och Low Earth Orbit (LEO). Tjänsten SES Cruise mPOWERED + Starlink kommer att använda SES:s O3b mPOWER MEO-satelliter och SpaceX:s Starlink LEO-system för att förse kryssningsfartygspassagerare med internet, sociala medier och videosamtal med upp till 3 Gbps per fartyg var som helst i världen. Därefter, i februari 2024, meddelade SES att Virgin Voyages kommer att vara det första kryssningsrederiet att distribuera tjänsten.

## Rymdskräp

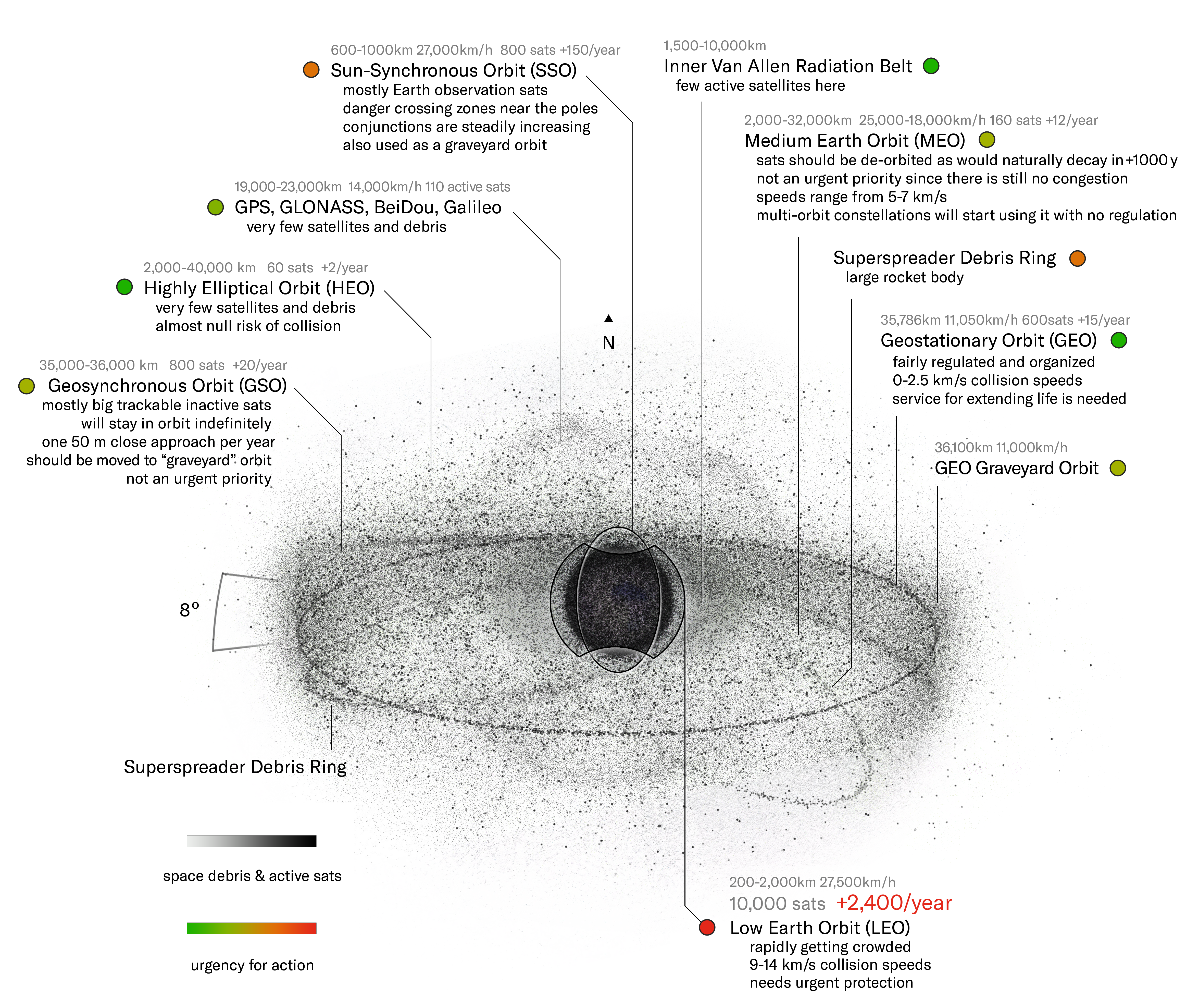
Infografik som visar rymdskräpsituationen som sträcker sig från låg omloppsbana runt jorden, över medelhöga omloppsbanor till jordens lägsta omloppsbana.

Rymdskräp i medelhög omloppsbana om jorden förblir praktiskt taget permanent i bana runt jorden. Det mesta rymdskräpet sträcker sig till de lägsta höga jordbanorna strax bortom kanten av medelhög jordbana, där geostationära satelliter finns och där de efter deras slutliga användning är parkerade i liknande banor, så kallade begravningsbanor.